# پیماکو تو (آریزونا)
پیماکو تو (به انگلیسی: Pimaco Two) یک منطقهٔ مسکونی در ایالات متحده آمریکا است که در آریزونا واقع شده‌است. پیماکو تو ۱۱٫۷۶ کیلومتر مربع مساحت و ۲٬۳۸۷ نفر جمعیت دارد و ۱٬۲۴۸ متر بالاتر از سطح دریا واقع شده‌است.